# Stadtbrücke (Frankfurt an der Oder)
De Stadtbrücke in Frankfurt (Oder) in Duitsland verbindt de stad Frankfurt met de Poolse stad Słubice. De brug ligt over de rivier de Oder en de grens tussen Duitsland en Polen wordt ter plaatse ook wel de Oder-Neissegrens genoemd. De Oder is ter plaatse nauwelijks gekanaliseerd waardoor de oevers zeer grillig zijn en daardoor een aantrekkelijk punt zijn voor toeristen.
Aan Duitse zijde vonden tot 21 december 2007 veel grensformaliteiten plaats. Alhoewel de grens een binnengrens is van de Europese Unie was het tot die datum een buitengrens van het Schengengebied.
Aan Poolse zijde zijn veel artikelen, waaronder genotsmiddelen, beduidend goedkoper dan in Duitsland. Direct aan de voet van de brug liggen dan ook enkele tabakszaken en even verder bevinden zich slijterijen, horeca en kappers. Ook is prostitutie in Słubice een aanmerkelijke en zichtbare bron van inkomsten. Opmerkelijk is dat het vrije verkeer van goederen en diensten ter plaatse door Duitse wetgeving enigszins is ingeperkt. Zo is het bijvoorbeeld niet toegestaan meer dan een slof sigaretten vanuit Polen in Duitsland in te voeren ter bescherming van de lokale Duitse middenstand. Soortgelijke import rechtstreeks vanuit Polen naar België of Nederland, bijvoorbeeld per vliegtuig, valt onder de reguliere EU-bepalingen.